# Furnalul din Govăjdia

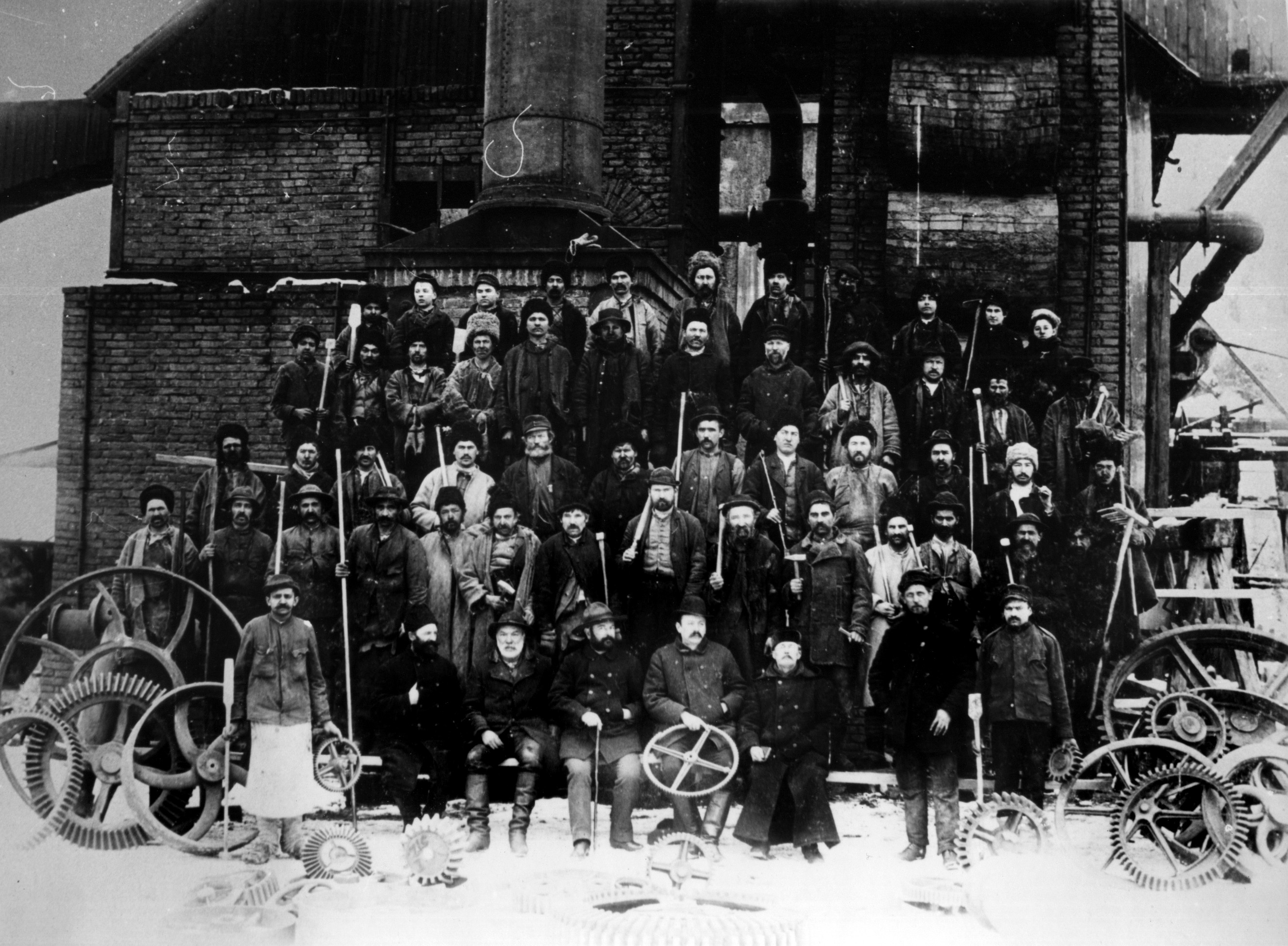
Personalul şi conducerea furnalului de la Govăjdia în 1890

Furnalul de la Govăjdia, județul Hunedoara, se află în capătul vestic al satului Govăjdia, la 20 km de municipiul Hunedoara (10 km pe terasamentul căii ferate înguste). Furnalul este vestit pentru că aici s-au produs unele componente din fontă pentru turnul Eiffel din Paris, și fontă pentru oțelul produs pentru turnul Eiffel la uzinele din Reșița. Totuși, trebuie menționat că istoricul român Ion Bocioacă în cartea sa „Gheorghe Pănculescu, legendă și adevăr” contestă această afirmație (vezi bibliografia).
Acest furnal la vremea lui a fost primul furnal cu flux continuu din Europa și al doilea pe plan mondial. Astăzi este deschis vizitatorilor. Clădirea a fost declarată în anul 2000 monument de arhitectură industrială (Legea nr.5 din 6 martie 2000) și este inclus pe lista monumentelor istorice din județul Hunedoara cu codul HD-II-m-A-03322.

## Construcția furnalului
Construcția a început în anul 1806 și s-a finalizat în 1810. Pe fațada clădirii furnalului dinspre confluențele pârâurilor Nădrab și Runc s-a așezat o placă memorială cu inscripția „Augusto Imperante Francisco I. exstructum 1810”. Suma alocată construcției s-a dovedit a fi insuficientă, pentru că această sumă era de ajuns doar să se construiască furnalul, hala furnalului și aducțiunile de apă. Pentru asta Mätz Sámuel, proprietarul atelierelor de fierărit împreună cu Asztalos József,  maistrul dulgher au întocmit proiecte noi de investiții care cuprindeau și construirea unei locuințe maistrului topitor. Proiectele noi au fost aprobate în anul 1808 și cuprind următoarele:
| Buncăr pentru mangal                                                        | 2648 forinți, 45 creițari   |
| Dig pe pârâul Nădrab                                                        | 2134 forinți, 22 creițari   |
| Dig pe pârâul Runc                                                          | 2134 forinți, 22 creițari   |
| Atelier de tâmplărie                                                        | 1716 forinți, 6 creițari    |
| Concasoare pentru zgură                                                     | 2468 forinți, 37 creițari   |
| Locuința maistrului topitor                                                 | 5047 forinți, 47⅔ creițari  |
| Zid pentru întărirea malului pârâului Nădrab                                | 5825 forinți, 14 creițari   |
| Zid pentru întărirea malului pârâului Runc                                  | 7281 forinți, 15 creițari   |
| Canal pentru aducțiune pe pârâul Runc                                       | 865 forinți, 15⅓ creițari   |
| Decantor pentru nisip pe pârâul Runc                                        | 245 forinți, 57⅓ creițari   |
| Depozit din lemn pentru piatra de pe teritoriul furnalului                  | 1322 forinți                |
| Spargerea de stâncă pentru nivelarea terenului după furnal                  | 4593 forinți, 20 creițari   |
| Spargerea de stâncă și nivelarea terenului din spatele depozitului de fontă | 699 forinți, 10 creițari    |
| Lărgirea albiei pârâului Nădrab                                             | 255 forinți, 45 creițari    |
| Căptușirea și acoperirea cu scândură a canalului inferior                   | 764 forinți                 |
| Al doilea siloz pentru mangal                                               | 1046 forinți, 28⅜ creițari  |
| Total                                                                       | 36348 forinți, 22 creițari  |
| La care au fost alocați                                                     | 33721 forinți, 33¼ creițari |
| Împreună                                                                    | 70069 forinți, 55¼ creițari |

Și această sumă s-a dovedit a fi insuficientă, astfel s-au creat și aprobat proiecte de investiții suplimentare:
| Depozit pentru fontă                                                                          | 2602 forinți, 9 creițari    |
| Al treilea siloz pentru mangal                                                                | 3802 forinți, 53 creițari   |
| Canal pentru aducțiunea apei                                                                  | 1721 forinți, 34 creițari   |
| Zid de sprijin pentru perimetrul furnalului                                                   | 557 forinți, 53 creițari    |
| Acoperirea podului de încărcare                                                               | 1393 forinți, 3 creițari    |
| Nivelarea terenului pentru stația de șarjare a minereului și construcția podului de încărcare | 14078 forinți, 49 creițari  |
| Întărirea malului de pe pârâul Runc din aproprierea zonei de lucru al tâmplarilor             | 305 forinți, 33 creițari    |
| Remedierea avariilor cauzate de inundații                                                     | 77 forinți, 56 creițari     |
| Total                                                                                         | 24537 forinți, 90 creițari  |
| La care au fost alocați                                                                       | 70069 forinți, 55¼ creițari |
| Împreună                                                                                      | 94607 forinți, 45¼ creițari |

Din proiectele clădirilor au rămas doar proiectul podului de încărcare și proiectul depozitului de mangal. Pe 10 decembrie 1808 Mätz și Asztalos întocmesc alte proiecte de investiții care la rândul lor sunt aprobate de trezorerie. Potrivit proiectului se poate construi digul pe pârâul Runc la preț de 3691 forinți 5 creițari și curățarea canalului pentru aducțiunea apei dinspre barajul pe pârâul Nădrab cu costul de 430 forinți. Astfel lucrările pentru construcția uzinei au fost finalizate în 1813. Împreună cu toate investițiile suma finală s-a ridicat la 98728 forinți 50¼ creițari. Furnalul a fost dat în exploatare în mijlocul lunii Aprilie. Schița furnalului nu mai există, însă din alte documente se cunosc forma și dimensiunile. Potrivit documentelor, creuzetul rotund avea un diametru de 110 cm, diametrul pântecului 215 cm, diametrul gâtului 105 cm. Înălțimea pântecului asupra fundului creuzetului 315 cm, înălțimea asupra fundului creuzetului a gurii de vânt superioare 53 cm, iar înălțimea gurii de vânt inferioare 47 cm, iar înălțimea totală a furnalului a fost 9,50 m. Gura de vânt superioară avea o așezare orizontală, cu trompa de suflare așezată pe furnal pe latura dinspre pârâu, cu o deviere de 80 mm de la centrul cuvei furnalului. Gura de vânt inferioară era la un unghi de curbură de 3°, îndreptată spre direcția găurii pentru evacuarea fontei, cu o deviere tot de 80 mm de la centrul cuvei. Aerul pentru suflarea în furnal a fost asigurat de 6 foale duble cu aceleași dimensiuni, montate în sala mașinilor, o foală asigura 7–8 suflări pe minut. Aerul se transporta la furnal prin conductă.

## Prima perioadă de exploatare a furnalului

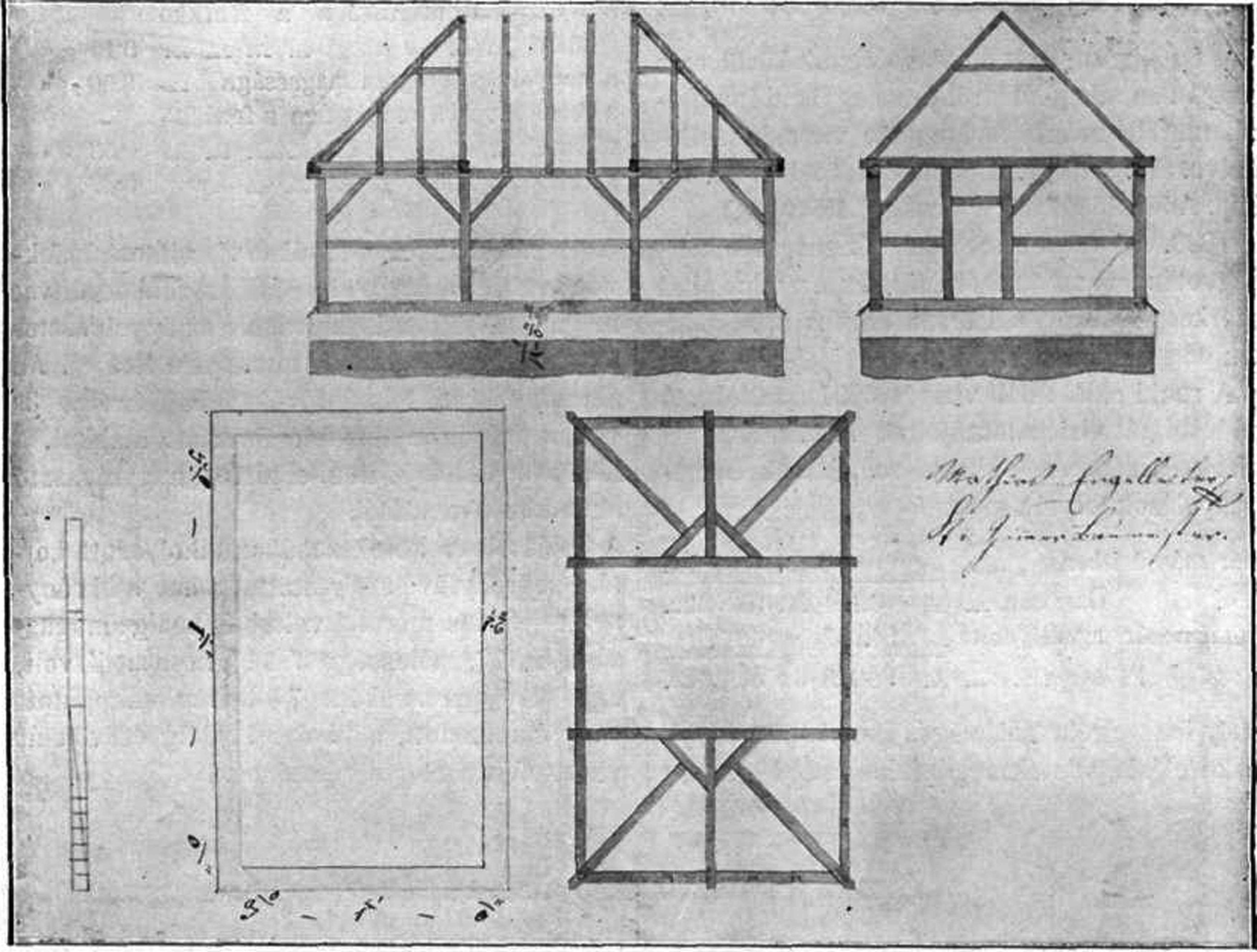
Schiţa depozitului pentru mangal din anul 1808

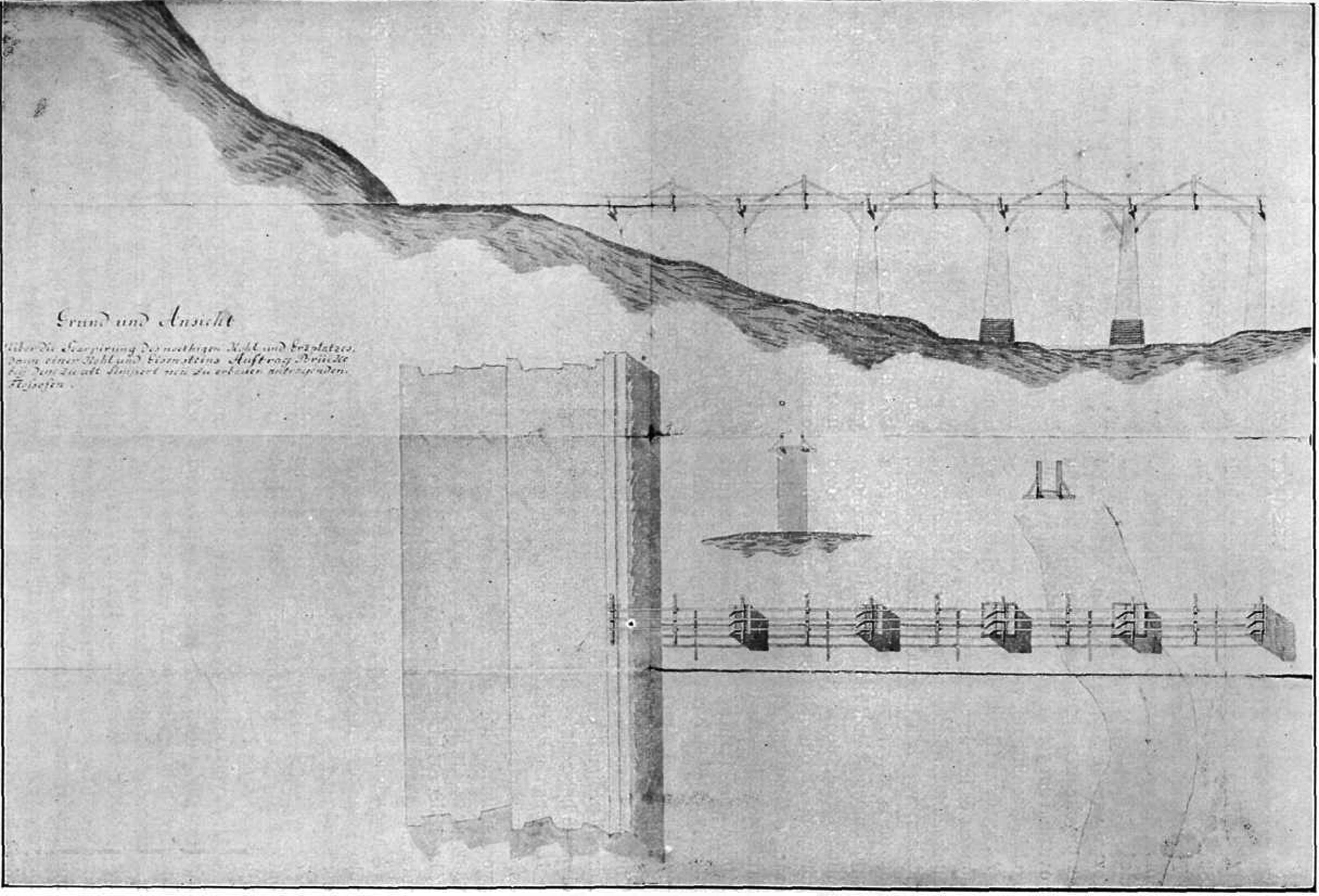
Schiţa podului pentru încărcarea furnalului din 1808

După punerea furnalului în funcțiune în Aprilie 1810, după șapte luni și jumătate de exploatare și după o producție de 1380,7 tone de fontă, furnalul a fost oprit pe de o parte deoarece creuzetul furnalului avea uzuri pronunțate și pe de altă parte pentru că s-a adunat o cantitate de fontă suficientă pentru câteva luni de prelucrare în atelierele de afânare. După rezidirea creuzetului furnalului, furnalul a fost pus din nou în funcțiune în anul 1814, a funcționat timp de șapte ani până în 1821, în funcție de disponibilitatea mangalului furnalul a funcționat alternativ cu furnalul de la Toplița. Lipsa de mangal într-o perioadă de șapte ani a determinat o producție medie anuală de doar 638,7 tone. Lipsa de mangal a fost cauzată și de funcționarea continuă a cuptoarelor țărănești care pe lângă furnalele de la Toplița și Govăjdia consumau foarte mult mangan. Din documentele dintre anii 1813 și 1818 reies avantajele industriale pe care le prezenta furnalul, respectiv din furnal se puteau obține rezultate mult mai bune decât din cuptoarele țărănești și calitatea mangalului prelucrat și a minereului pregătit pentru topire nu a fost corespunzătoare. Pe baza documentelor reiese că s-a folosit limonită cu un conținut mai redus de calcar și silicat (H4SiO4) și cu un conținut de câteva procente de peroxid de mangan, pentru că manganul ajută la obținerea oțelului de cea mai bună calitate. Minereul provenit din Ghelari respectiv exploatările miniere de pe suprafața mai conținea și ceva urme de cupru și în plus din cauza calității și a fragilității minereului nu necesita coacere, iar conținutul de fier a fost de 40–42%. Mangalul tare de cea mai bună calitate a fost obținut din lemn de fag care au fost recoltați din împrejurimile Govăjdiei. În ciuda acestor avantaje furnalul de la Govăjdia a prezentat rezultate mai proaste decât furnalul de la Toplița din cauza unor erori de proiectare a foalelor astfel că debitul aerului suflat în furnal a fost cam redusă astfel că exploatarea furnalului de la Govăjdia pe lângă furnalul de la Toplița a fost mai dezavantajat și de faptul că la Govăjdia se producea doar fontă cenușie care nu se putea afâna la fel de ușor. În schimb la Toplița se producea în mare parte doar fontă albă. Din aceste cauze furnalul de la Govăjdia a fost oprit la sfârșitul anului 1820. După această dată furnalul a stagnat timp de 17 ani până în 1837. În tot acel timp au putrezit toate utilajele, digurile, canalele pentru aducțiune și decantoarele pentru nisip. S-au colmatat canalele de aducțiune și au fost invadate de vegetație, astfel perimetrul uzinei a devenit o ruină fără valoare în timp ce topitoriile țărănești (două la Tulea și două la Nădrab) au funcționat fără oprire până în 1830 după care au fost oprite definitiv.

## Renovarea uzinei
După incendiul din 15 ianuarie 1837 ce a distrus furnalul de la Toplița și anexele aferente, Tezauriatul a dat dispoziție administrației ca să se adune la ședință împreună cu șefia uzinelor de fier și să se decidă care uzină ar fi mai avantajos să beneficeze de renovare. În ședință s-au stabilit avantajele și dezavantajele celor două locații, au ajuns la concluzia că s-a redus considerabil cantitatea lemnului pentru mangal din zona Topliței și astfel era nevoie să se transporte lemn din pădurile aferente Hunedoarei. În schimb, transportul spre Govăjdia a lemnului pentru mangal și a minereului de fier era mai ușoară și mai avantajoasă decât spre Toplița. Astfel conducerea a votat în unanimitate pentru renovarea uzinei de la Govăjdia. După rezultatul ședinței Tezauriatul a dispus administrației sub dispoziția cu numărul 3236 din anul 1837 renovarea uzinei de la Govăjdia. În același an s-au apucat de lucrările de renovare a uzinei și au progresat atât de rapid încât au reconstruit totul de la pământ, iar lucrările s-au încheiat până la sfârșitul lunii Septembrie 1838. Pe lângă furnalul și dotările aferente se mai menționează următoarele lucrări mai importante:
- Clădirea furnalului respectiv hala de turnare a fost din nou acoperit cu șindrilă.
- Creuzetul respectiv cuva furnalului împreună cu fundul creuzetului au fost zidite și căptușite din piatră refractară extrasă și sculptată din cariera de piatră numit "Gruniului Ilie". Dimensiunile interioare s-au mărit față de dimensiunile originale care datau din 1813 în schimb înălțimea a rămas același.

- Dimensiunea creuzetului circular la piatra de fund: 1,20 m
- Diametrul zonei de carburare: 2,45 m
- Diametrul gâtului: 1,20 m
- Înălțimea zonei de carburare față de fundului creuzetului: 3 m
- Înălțimea zonei de carburare: 32 cm
- Înălțimea totală a furnalului de la bază până la gât: 9,50 m
- Înălțimea gurilor de vânt superioare față de fundul creuzetului: 53 cm
- Înălțimea gurilor de vânt inferioare față de fundul creuzetului: 47 cm
- Suprafața gurilor de vânt 16 cm² fiecare

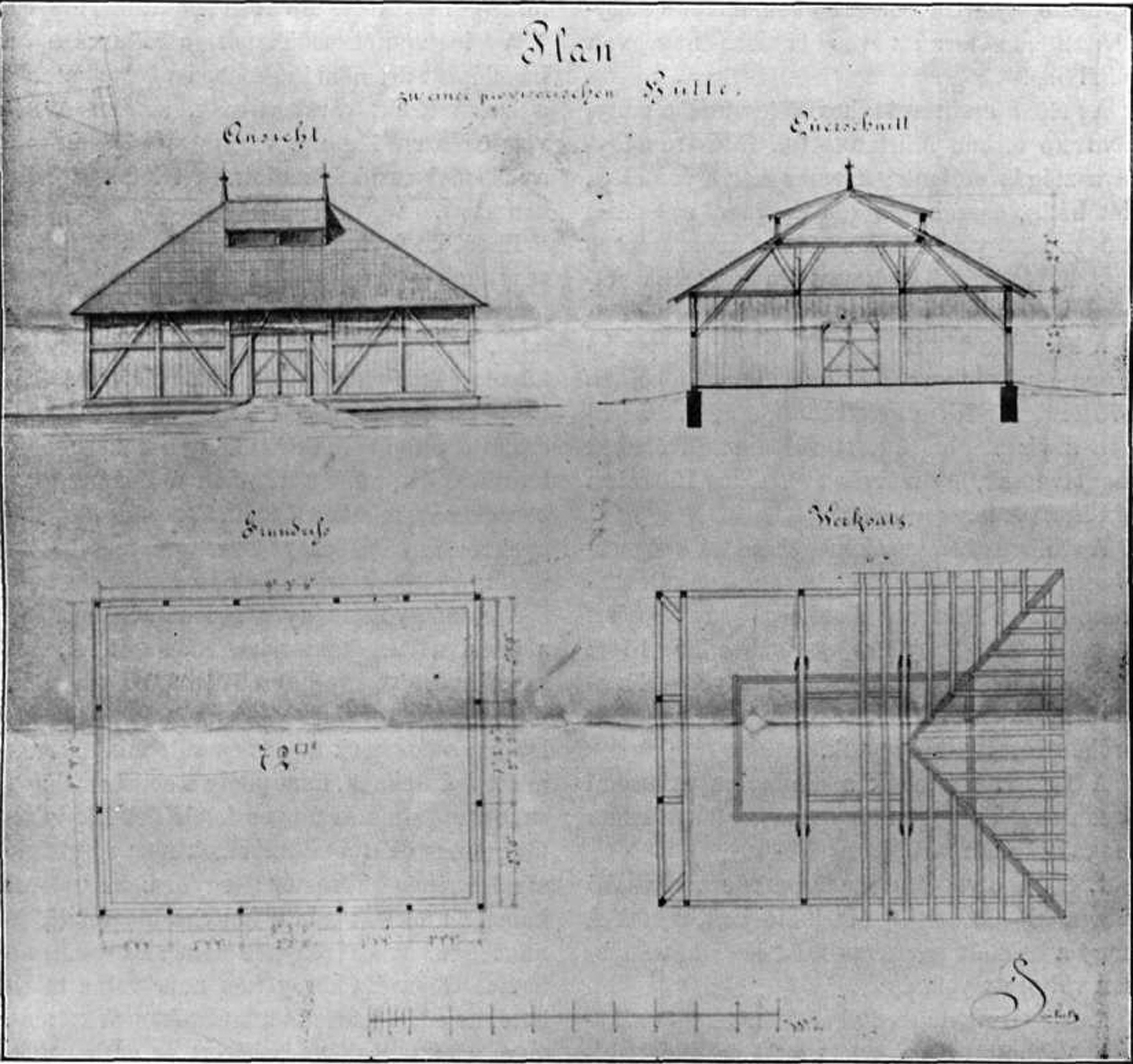
Schiţa depozitului pentru mangal din 1837

- Aducțiunea de apă, roțile de apă și cele două suflante radiale au fost complet refăcute. Dimensiunile suflantei radiale aveau diametrul de 2,58 m și o lungime de 2,33 m cu o turație de 4½ rotații/minut. Presiunea maximă al aerului suflat era de 700 mm coloană de apă, iar presiunea normală era de 625mm coloană de apă. Debitul de aer însuflat era de 27,66 m³/minut iar presiunea aerului era același ca și presiunea ambientală.
- Podul pentru încărcarea furnalului cu o înălțime de 10,30m și o lungime de 57,60 m a mai rezistat dar a fost demolat și reconstruit în totalitate.
- Depozitul pentru mangal cu o capacitate de 294,49 m³ a fost reparat și s-a schimbat și acoperișul.
- Pentru depozitarea mangalului cu o cantitate de 203,88 m³ s-a construit al doilea depozit pentru mangal.
- Depozitul pentru fontă a fost reparat și acoperișul a fost schimbat.
- S-a construit o stație pentru concasarea zgurii dotat cu 12 săgeți
- Canalele pentru aducțiunea apei de la digurile de pe pârâurile Runc și Nădrab au fost complet refăcute și având lungimile de: canalul dinspre digul Nădrab 266,4m și canalul dinspre digul Runc 365,4m.

Pentru lucrările enumerate s-au cheltuit 40529 forinți, 51 creițari, iar furnalul a fost pornit din nou pe 25 noiembrie 1838.
Îmbunătățirile implementate și renovarea furnalului de către proprietarul atelierelor de fierărit, s-au dovedit a fi benefice astfel cheltuielile de exploatare au scăzut de la 63,3 creițari la 55,5 creițari, dar din cauza lipsei de mangal furnalul a funcționat doar 7 luni astfel furnalul a fost oprit la sfârșitul lui Iunie 1839. Suflanta radială a funcționat bine și nu avea nevoie de reparații pe întreaga durată al campaniei de exploatare.

### Prima instalație pentru preîncălzirea aerului

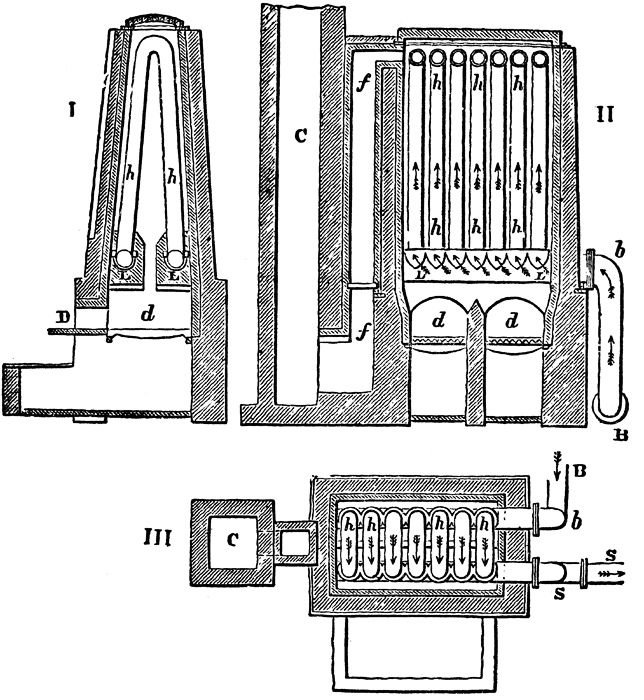
Schiţa preîncălzitorului tip Calder

În 1838 la uzina de la Govăjdia au ajuns doi meseriași renumiți, instruiți și pricepuți. Era vorba de directorul László József (Verwalter) și inspectorul Barton József (Controllor). Experiența lor a fost recunoscută și la nivele mai înalte pentru că au fost trimiși prin străinătate pentru schimb de experiență, iar cu experiența dobândită din străinătate au putut implementa îmbunătățirile necesare la uzina de la Govăjdia. Astfel în 1839 s-a transportat din Kisgaram, Slovacia un sistem de preîncălzire tip "Calder" cu tubulatură "pantalon". Preîncălzitorul a fost adus prin Peșt (Budapesta), prin Timișoara. Dificultățile întâmpinate la transportul preîncălzitorului au mai fost cauzate și de greutatea totală de 37 t și 209 kg și prețul de 2225 forinți, 11 creițari. Mai mult de jumate din sumă a prezentat tubulatura "pantalon" care a fost 1228 forinți, 33 creițari. În 1839 secția pentru concasarea zgurii a fost îmbunătățită după cerințe la un preț de 136 forinți, 35 creițari. Tot în 1839 Tezauriatul a dispus prin dispoziția nr. 4723, cu o sumă de 1333 forinți, 50 creițari, în hala furnalului să se construiască un cubilou cu o înălțime de 2,85 m. Cubiloul a funcționat cel mai mult când furnalul a fost oprit, în rest fonta s-a turnat exclusiv din furnal. În rest cubiloul a funcționat doar când fonta rezultată din furnal nu a fost corespunzătoare turnării. Preîncălzitorul menționat mai devreme a fost montat la gâtul furnalului, drept combustibil a fost folosit gazul de furnal; timp de 2 săptămâni înainte de darea în funcțiune a preîncălzitorului a fost suflat cu aer rece ca să se compare și să se noteze cu exactitate fiecare mișcare. Preîncălzitorul a fost pus în funcțiune pe 25 august 1840, iar temperatura aerului suflat a urcat la 212,5 °C astfel au redus temperatura la 150°C. Gurile de vânt confecționate din cupru nu au rezistat și din cauza temperaturii ridicate s-au topit, astfel tehnicianul de probă a fost nevoit să schimbe gurile de vânt și a dispus ca la Govăjdia să se confecționeze guri de vânt din fontă care aveau sistem de răcire cu apă. Pe 14 noiembrie 1839, gurile de vânt din cupru au fost înlocuite cu gurile de vânt confecționate din fontă și răcite cu apă. Cu aceste guri de vânt montate s-a continuat probele sistemului de preîncălzire. Odată cu implementarea sistemului de preîncălzire s-au obținut rezultate mai bune în producție astfel:
1. Cu același cantitate de mangal s-a putut topi cu 23-27 kg mai mult minereu, fără a influența negativ calitatea fontei obținute.
2. Cantitatea fontei obținută din fiecare 100 kg de minereu a crescut cu 2,27 kg, iar cantitatea de minereu prelucrat pe o perioadă de 24 ore a crescut cu 2448,64 kg și cantitatea de fontă obținută a crescut cu 527,73 kg.
3. Consumul de mangal pe fiecare 100 kg de fontă produsă a scăzut cu 10%.

## Preîncălzitor pentru secția de cubilouri
După rezultatele bune obținute la furnal s-a hotărât ca și la cubilou să se monteze o istalație pentru preîncălzirea aerului suflat. Astfel Tezauriatul a dispus prin dispoziția nr. 1738 din 10 august 1840, ca să se monteze pentru secția de cubilouri un sistem de preîncălzire tip "Gabrolli", astfel pe lângă suflarea aerului preîncălzit să crească cantitatea de fontă prelucrată rezultând o producție de fontă mai mare și reducerea consumului de mangal. 
Aplicarea preîncălzitorului la secția de cubilouri s-a dovedit rentabil peste așteptări și a rămas funcțional până în anul 1886 după ce s-a dezafectat secția de cubilouri.
Tezauriatul a aprobat recomandarea administrației pentru producția de oale din fontă, prin dispoziția nr. 4278 din 14 septembrie 1840 să crească producția de vase din fontă pentru gătit, în scopul smălțuirii vaselor pentru gătit, la Govăjdia s-a construit și o secție pentru smălțuirea vaselor din fontă. Înainte de amenajarea secției pentru smălțuit, de probă s-au turnat câteva vase pentru gătit, iar vasele de probă s-au trimis la Tezauriat pentru examinare. Prin Tezauriat vasele de probă au fost trimise la inspectoratul de minerit și siderurgie din Bécs pentru examinare. După examinare vasele s-au dovedit prea grele, pereții vaselor erau groși cu suprafața prea dură pentru a fi smălțuite, din cauza calității nisipului folosit pentru matrițe. Din cauza lipsei nisipului de calitate pentru matrițat din zona Govăjdiei, inspectoratul a recomandat folosirea prafului de grafit sau de mangal amestecat cu făină de zgură în nisipul de matrițe. Din cauza vâscozității fontei produse la Govăjdia nici ulterior nu s-a reușit rentabilizarea producției de vase pentru gătit, astfel după scurt timp s-a renunțat la producția de vase, iar amenajarea secției de smălțuit a fost anulată.

## Prima secție pentru prăjirea minereului
La recomandarea Administrației, pe 23 septembrie 1840 Tezauriatul a aprobat ca gazele de furnal folosite la preîncălzitoare să se folosească pentru prăjirea minereului de fier. Pentru montarea prăjitorului la gâtul furnalului s-au alocat 314 forinți și 19 creițari. Potrivit documentelor vremii respective, reiese că pentru eficientizarea acestei idei, la Administrație a fost transferat din Styria, Austria un inspector pe nume Slavik, care deținea cunoștințe din Austria la aplicarea gazelor de furnal. Gazele de furnal în Austria erau folosite pe lângă încălzirea aerului suflat și la alte aplicații din jurul furnalului, gazele s-au folosit și la prăjirea minereului, în schimb mai marii de la Govăjdia care cunoșteau împrejurările locale, nu au dovedit competență pentru finalizarea acestui proiect.
După rezultatele sub așteptări când au deviat gazele de furnal de la preîncălzitor la prăjitorul de minereu, în 1841 Tezauriatul a dispus încercarea remontării preîncălzitorului tip Calder fără a opri furnalul, între timp direcțiunea a anunțat pe 12 mai în caz de oprirea furnalului pe 3-4 zile să se folosească preîncălzitorul existent. Preîncălzitorul tip "Calder" a fost remontat la gâtul furnalului și a rămas acolo până în anul 1879, după ce a fost dezafectat. Între anii 1840-1841 muncitorii furnalului răspândeau zvonul susținând alimentarea unei secții de pudlat cu gazele rezultate din furnal. 

## Podul de încărcare și prima cale ferată
Baza secției pentru prăjirea minereului se află la același nivel cu nivelul depozitului pentru mangal și gâtul furnalului, legate cu podul pentru încărcarea furnalului. Podul are o lungime de 59,56 m; o lățime de 3 m, structura podului era metalică amplasat pe trei picioare construite din piatră.
Gâtul furnalului nu era legat până acum cu cale ferată de rostogolurile de minereu și de silozurile pentru mangal; mulțumită lui László și Barton în 1841, s-a construit prima cale ferată cu șine de fontă cu ecartamentul de 1060 mm la o lungime de 240,40 m la un cost de 448 Forinți și 42 Creițari. Calea ferată pornea de la gâtul furnalului, traversând podul de încărcare ramificându-se la rostogolurile pentru minereu și depozitele pentru mangal. Din această cale ferată, o porțiune mai exista în interiorul depozitului pentru mangal și în anul 1896.

## Furnalul cu vatră deschisă
Producția de fontă a fost:
- 1840......1492T
- 1841......1374T
- 1842......1786T

Furnalul în 1842 a fost recăptușit, cu această ocazie, pentru turnarea fontei furnalul a fost modificat în furnal cu vatra deschisă, dimensiunile interne puțin s-au schimbat însă diametrul cuvei a fost redus de la 1,2m la 95cm pentru a se produce mai ușor fontă cenușie necesară turnătoriilor.
Pornirea furnalului a fost stabilit de Tezauriat pe februarie 1843 pentru exploatarea experimentală cu huilă adusă de la Vulcan, astăzi în județul Hunedoara.
Acest experiment nu a avut loc deoarece Tezauriatul a interzis pornirea furnalului folosind huilă pentru că nu era rentabilă pentru tezauriat. În plus proprietarii minelor de huilă din Valea Jiului au ridicat prețul huilei la achiziționare astfel Tezauriatul nu a fost de acord cu prețul cerut de proprietarii minelor iar experimentul s-a împotmolit, din cauza asta furnalul a fost pornit la jumătatea lui 1843.

## Prima utilizare al cocsului
La începutul lui 1843, Tezauriatul a dispus transferul de 5,09-5,66m³ cocs de Valea Jiului de la Toplița la Govăjdia pentru a experimenta în cubilouri. Aceste experimente au avut loc dar rezultatele erau sub așteptări, astfel utilizarea cocsului în loc de mangal la cubilouri a avut loc abia în a doua jumătate din anii 1870, și asta pentru o perioadă scurtă:
- În a doua jumătate al anului 1844.
- În primele trei sferturi al anului 1845.
- În a doua jumătate al anului 1846.
- Pe tot parcursul anului 1847 și până în prima jumătate al anului 1848, furnalul din cauza lipsei mangalului era oprit.

## Evenimentele anilor 1848-1849
Cheltuielile de exploatare din campania anlului 1848 au fost:
| Cheltuiala cu sortarea minereului la mină per 100 kg       | 6 Creițari                |
| Cheltuiala cu sortarea minereului la furnal per 100 kg     | 10,54 Creițari            |
| 100 kg calcar                                              | 3,52 Creițari             |
| 100 kg mangal                                              | 26,31 Creițari            |
| 100 kg fontă                                               | 1 Forint și 6,24 Creițari |
| Procentajul de fier extras din minereu                     | 44,54%                    |
| Cantitatea minereului prelucrat în 24 ore                  | 45 t și 330 kg            |
| Cantitatea fontei produse în 24 ore                        | 21 t și 815 kg            |
| Cantitatea de minereu necesar producerii a 100 kg de fontă | 101,78 kg                 |
| Cantitatea de mangal necesar producerii a 100 kg de fontă  | 0,22 m³                   |
| Temperatura medie al aerului suflat în furnal              | 148,75 °C                 |
| Presiunea medie al aerului suflat în furnal                | 0,016 Bar                 |
| Diametrul gurii de vânt (tuyerului)                        | 68,75 mm                  |
| Numărul gurilor de vânt (tuyerelor)                        | 2                         |

Pe lângă volumul de 28,35 m³/min al aerului suflat în furnal, producția anuală de fontă a fost de 2438 t. Din furnal nu doar fontă brută se obținea ci și fontă pentru turnat. Dacă din furnal s-ar obține exclusiv doar fontă brută, fără a obține fontă pentru turnat, așa s-a luat în calcul o producție săptămânală de fontă de 95 t și 210 kg (notând faptul că producția săptămânală de fontă în decembrie 1852 a ajuns la 109 t și 323 kg), după ce din furnal trebuia obținut și fontă necesară pieselor turnate într-o cantitate între 112  și 12 kg – 140 t și 15 kg, astfel furnalul timp de două zile pe săptămână produce fontă cenușie necesară turnării, din cauza asta producția de fontă scade, astfel că săptămânal se produce doar 84T, iar în cele 52 de săptămâni al anului se produce fontă pentru turnare și afânat într-o cantitate de 4312T și 462Kg.
Tezauriatul dispune Administrației sub dispoziția nr. 6962 scrisă în limba maghiară din 22 iulie 1848 unirea legală a Ungariei cu Transilvania, și ordonă ca să se folosească în exclusivitate limba maghiară. În 9 august 1848, Administrația transmițând legea către conducerea atelierelor de fierărit tot în limba maghiară sub nr. 1513, totodată se așteaptă ca cei de la conducere să nu întâmpine probleme lingvistice. Printre documentele Govăjdiei începând din anul 1782, în majoritate documentele erau transmise în mare parte pe limba germană, mai rar în latină, pe limba maghiară doar consiliul județean și guvernul comunicau cu uzinele de fier.
..(continuarea este în curs de traducere din limba maghiară)